# آنجلا زواری
آنجلا زواری (به انگلیسی: Anjala Zaveri) (زاده ۲۰ آوریل ۱۹۷۷) بازیگر بریتانیایی است. او بیشتر در فیلم‌های تلوگو و هندی-زبان بازی کرده است.
از فیلم‌هایی که وی در آن نقش داشته است می‌توان به عاشق شدی نترس، پسر هیمالیا، آفرین رئیس، تفکر، بیا، اوه ماه و نانی اشاره کرد.

## زندگی شخصی
آنجلا در یک خانواده گجراتی در پورتسموث زاده شد.

## فیلم‌شناسی
| سال  | نام فیلم           | نقش       | زبان     | نکات                 |
| ---- | ------------------ | --------- | -------- | -------------------- |
| ۱۹۹۷ | پسر هیمالیا        | ایشا      | هندی     | اولین فعالیت بازیگری |
| ۱۹۹۷ | بی‌تابی             | شینا      | هندی     |                      |
| ۱۹۹۸ | عاشق شدی نترس      | اوجالا    | هندی     |                      |
| ۱۹۹۸ | من دوست دارم ببینم | پریا      | تلوگو    |                      |
| ۱۹۹۹ | ساماراسیما ردی     | آنجلی     | تلوگو    |                      |
| ۱۹۹۹ | بیا، اوه ماه       | میگانا    | تلوگو    |                      |
| ۲۰۰۱ | پسر الهه           | ساتیاواتی | تلوگو    |                      |
| ۲۰۰۱ | آفرین رئیس         | نمالی     | تلوگو    |                      |
| ۲۰۰۱ | دوبی               | آمو       | مالایالم |                      |
| ۲۰۰۱ | جشن عشق            | سیتا      | تلوگو    |                      |
| ۲۰۰۲ | تفکر               |           | هندی     | بازیگر مهمان         |
| ۲۰۰۴ | موسکان             | شیخا      | هندی     |                      |
| ۲۰۰۴ | نانی               |           | تلوگو    | بازیگر مهمان         |
| ۲۰۰۵ | برادر ما           | آنجلی     | کنادا    |                      |
| ۲۰۱۲ | زندگی زیباست       | مایا      | تلوگو    |                      |